# Verbatim
Verbatim is een van oorsprong Amerikaans bedrijf dat optische en magnetische opslagmedia produceert. Het bedrijf is opgericht op 28 april 1969 en kwam in 2019 in handen van het Taiwanese CMC Magnetics.

## Beschrijving
Verbatim werd in 1969 opgericht door de Amerikaan Reid Anderson, toentertijd nog onder de naam Information Terminals Corporation. In de jaren 70 groeide het snel door de productie van floppy disks. Het werd in 1978 hernoemd naar Verbatim en ging in 1982 een joint venture aan met het Japanse bedrijf Mitsubishi Kasei.
Na enkele grote verliezen werd het in 1985 overgenomen door Eastman Kodak. De joint venture met Mitsubishi leidde tot de overname van de floppy-divisie van Verbatim in 1990. Onder de Japanse vlag bracht Verbatim nieuwe producten op de markt en het bedrijfsonderdeel groeide sterk in dat decennium.
In 1997 bracht Verbatim als eerste firma het cd-rw-formaat op de markt. In 2001 bracht het eveneens als eerste het dvd+r-formaat optische media.
Mitsubishi nam in 2009 Freecom over. Freecom was een van oorsprong Duits bedrijf dat was gevestigd in Nederland en producent van onder meer externe harde schijven en USB-sticks.
Als dochterbedrijf van Mitsubishi Chemical kwam Verbatim in 2019 in handen van CMC Magnetics, die het overnam voor een bedrag van 32 miljoen dollar.

## Producten
Een overzicht van huidige en oudere producten zijn:
- Diskettes
- Magneetbanden
- Solid-state drive's
- Geheugenkaarten
- cd-r
- dvd-r
- BD-R
- M-DISC
- USB-sticks
- Computerapparatuur